# Пронин, Владислав Александрович
Владисла́в Алекса́ндрович Про́нин (23 августа 1939) — российский и советский литературовед, доктор филологических наук, заведующий кафедрой истории литературы Московского государственного университета печати, профессор, член Российского союза германистов. Занимается проблемами взаимосвязей русской и зарубежной, в частности немецкой литературы.

## Биография
В 1961 году окончил Московский государственный педагогический институт (МГПИ, с 1990 года — МПГУ им. В. И. Ленина). Там же в 1964 году защитил кандидатскую диссертацию на тему «Творческий путь Леонгарда Франка». В 1994 году получил степень доктора филологических наук, защитив докторскую диссертацию на тему «Поэзия Генриха Гейне. Генезис и рецепция». В настоящее время заведует кафедрой истории литературы Московского государственного университета печати (МГУП им. И. Фёдорова) и предподаёт такие гуманитарные дисциплины как история зарубежной литературы, современный литературный процесс, философия. Также читает курс лекций по истории немецкой литературы в Государственном Литературном институте им. А. М. Горького.

## Участие в научных конференциях
В. А. Пронин участвует в Пуришевских Чтениях, которые проводятся ежегодно в МПГУ им. В. И. Ленина, а также в Гётевских Чтениях, проходящих два раза в год при Российской Академии Наук и Научном совете «История мировой культуры». В 2001 году принимал участие в Симпозиуме «Пастернак в Марбурге», прошедшем в городе Марбург.

## Труды
В. А. Пронин является автором более 150 публикаций, в том числе монографий, статей, учебников и учебных пособий, среди которых:
- Пронин В. А. Стихи, достойные запрета. Судьба поэмы Генриха Гейне «Германия. Зимняя сказка». — М. 1986.
- Пронин В.А. Гений на все времена: вступительная статья / Владислав Пронин // Избранное / И.В. Гёте.- М.: Детская литература, 1988.- с. 5 - 22.- (Школьная библиотека).- ISBN 5-08-001079-7
- Пронин В. А. Уроки немецкого. — М. 1990.
- Пронин В. А. Теория литературных жанров. — М. 1999.
- Пронин В. А., Толкачев С. П. Современный литературный процесс за рубежом: Учебное пособие. — М. 2000.
- Пронин В. А. Искусство и литература. — М. 2002
- Пронин В. А., Давыдова Т. Т. Теория литературы. — М. 2003.
- Михальская Н. П., Пронин В. А. Зарубежная литература XX века. — М. 2003.
- Пронин В. А. История немецкой литературы: Учебное пособие. — М. 2007.
- Пронин В. А. Искусство и литература. Ч.1. Искусство и литература за рубежом: учебное пособие — М. 2009.
- Пронин В. А. Александр Родченко на Левом фронте искусств // Бриковские чтения. Поэтика и фоностилистика. — М. 2010.